# Sattlern
Sattlern ist ein Dorf im nördlichen Landkreis Rottal-Inn in Niederbayern. Die ehemals selbständige Gemeinde ist seit 1978 ein Gemeindeteil des Marktes Arnstorf.

## Geschichte
Der Ort wurde 900 erstmals als „Satalara“ urkundlich erwähnt. Das Geschlecht der Satelaren tritt von 1140 bis 1251 auf. Die 1818 durch das Gemeindeedikt gegründete Gemeinde Sattlern wurde zum 31. Dezember 1971 im Zuge der Gebietsreform in Bayern aufgelöst und die Gemeindeteile in die Nachbargemeinden Mariakirchen und Münchsdorf eingegliedert. Am 1. Mai 1978 wurde die Gebietsreform abgeschlossen. Zu diesem Zeitpunkt wurde Mariakirchen mit dem Ort Sattlern nach Arnstorf eingemeindet.